# Friedrich Julius Schilsky

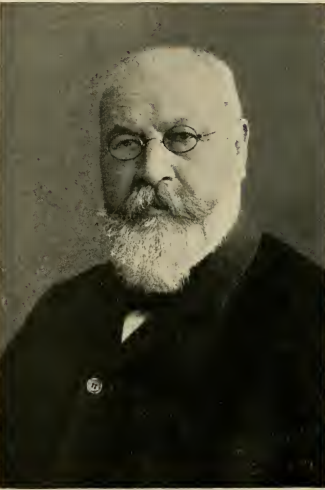
Friedrich Julius Schilsky, 1909

Friedrich Julius Schilsky (* 9. Februar 1848 in Groß Neuendorf; † 17. August 1912 in Berlin) war ein deutscher Lehrer und Entomologe.

## Leben
Julius Schilsky besuchte von 1865 bis 1868 das Lehrerseminar in Drossen, war Hauslehrer in Cunersdorf und Kittlitz, wurde 1870 zur Teilnahme am Deutsch-Französischen Krieg einberufen, war nach Kriegsende 1871 für ein Jahr in Berlin Lehrer an einer höheren Privat-Töchterschule und wirkte dann für die Stadt Berlin als Lehrer der 58. Gemeindeschule (Heinersdorferstr. 18) sowie nebenher noch für 7 Jahre als Lehrer an der Russischen Botschaft.
Er wurde auf Betreiben von Julius Weise 1876 Mitglied im 1856 von Gustav Kraatz gegründeten Berliner entomologischen Verein und folgte 1881 beiden als mitbegründendes Mitglied in die Deutsche Entomologische Gesellschaft, wo er im Jahr 1890 das Amt des Schriftführers übernahm und 1906 zweiter und 1910 erster Vorsitzender wurde.
Sein Hauptwerk war ein Systematisches Verzeichnis der Käfer Deutschlands, mit besonderer Berücksichtigung ihrer geographischen Verbreitung. Zugleich ein Käfer-Verzeichnis der Mark Brandenburg (Berlin, 1888). 1894 setzte er die von Heinrich Carl Küster begonnene und kurzzeitig von Gustav Kraatz und Ernst August Hellmuth von Kiesenwetter fortgesetzte Reihe Käfer Europas fort. Schilsky schrieb die siebzehn letzten Bände (vollendet 1911). 
Er ist unter anderem Erstbeschreiber der Arten Phyllobius brenskei Schilsky, 1911, Phyllobius insulanus Schilsky, 1911, und Phyllobius korbi Schilsky, 1908, alles Käfer aus der Familie der Rüsselkäfer (Curculionidae).
Zum Ende des Jahres 1911 wurde er als Inhaber des Adlers zum Hohenzoller’schen Hausorden ausgezeichnet sowie zum Ehrenmitglied der „Deutschen Entomologischen Gesellschaft“ ernannt.
Seine Coleoptera-Sammlung kam im Zeitraum von 1910 bis 1912 an das Berliner Königliche Zoologische Museum und wurde vom Kustos Hermann Julius Kolbe vereinnahmt. 
Er war seit 1873 verheiratet mit Julie, geborene Knäbel. Das Ehepaar hatte eine Tochter (Elsbeth), die ebenfalls Lehrerin wurde.

## Schriften (Auswahl)
- Systematisches Verzeichnis der Käfer Deutschlands, mit besonderer Berücksichtigung ihrer geographischen Verbreitung. Zugleich ein Käfer-Verzeichnis der Mark Brandenburg. Nicolaische Verlags-Buchhandlung, Stricker, Berlin 1888 (e-rara.ch)
- Die Käfer Europas. Nach der Natur beschrieben. Bauer und Raspe, Nürnberg 1844–1912 (biodiversitylibrary.org)